# Arquidiocese de Ancona-Osimo
A Arquidiocese de Ancona-Osimo (Archidiœcesis Anconitana-Auximana) é uma arquidiocese da Igreja Católica situada na Itália. É fruto da elevação da diocese de Ancona, criada em século III e da junção com a Sé de Osimo, criada no século VII. Seu atual arcebispo é Angelo Spina. Sua Sé é a Catedral Basílica de São Ciríaco.
Possui 72 paróquias servidas por 128 padres, contando com 87,8% da população jurisdicionada batizada.

## História
As primeiras notícias sobre a vida cristã de Ancona referem à memória de Santo Estêvão dos quais Santo Agostinho fala em um de seus escritos, e pelo Papa Gregório I, há a notícia de que a primeira catedral de Ancona foi dedicada a este santo.
Uma antiga tradição diz que os restos mortais de São Ciríaco foi transferido de Jerusalém, onde o santo foi martirizado e enterrado durante o século IV na Catedral de Santo Estêvão e de lá transferido para a atual catedral no século X. As escavações na catedral em 1979 por ordem do Bispo Carlo Maccari deu crédito a esta tradição.
Em 1419 o Papa Martinho V decidiu juntar a diocese de Ancona com Numana (também chamada Umana). A união foi sancionada pela bula Ex supernae majestatis de 19 de outubro de 1422 e a diocese tomou o nome da diocese de Ancona e Numana (Anconitana et Numanensis). Excepcionalmente a união das duas dioceses não era principaliter aeque e Numana não reteve qualquer prerrogativa episcopal, de fato sua catedral foi reduzida a paróquia simples. Nos séculos seguintes, os bispos de Ancona também deixaram de fora o título dos bispos do Numana, até 22 de abril de 1770, quando o Papa Bento XIV ordenou-lhes com uma bula a adotar o título.
Em 14 de setembro de 1904, a diocese foi elevada à categoria de arquidiocese honorária imediatamente sujeita à Santa Sé com o decreto da Congregação Consistorial Honoribus et privilegiis. Em 15 de agosto de 1972 foi elevada para arquidiocese metropolitana pelo Papa Paulo VI na bula Qui apostolico; foram designadas como as dioceses sufragâneas Osimo e Jesi.
Em 30 de setembro de 1986, com o decreto Instantibus votis da Congregação para os Bispos, foi estabelecida a união plena das dioceses de Ancona e Osimo e a nova circunscrição eclesiástica assumiu seu nome atual, mantendo a dignidade metropolítica. Em 11 de março de 2000, a província eclesiástica de Ancona-Osimo foi ampliada com a adição das sufragâneas de Loreto, Senigallia e Fabriano-Matelica.

## Prelados

### Sé de Ancona
- São Primiano † (século III)
- São Ciriaco † (? - 363)
- Marco † (mencionado em 462 ou 465)[1]
- Anônimo † (mencionado em 496)[2]
- São Trasone I † (mencionado em 500)[3]
- São Marcellino I † (século VI)
- Tommaso † (século VI)
- Sereno † (antes de 598 - 603)
- Fiorentino † (603 - ?)[4]
- Giovanni I † (629 ou 633 - ?)
- Mauroso † (mencionado em 649)
- Giovanni II † (mencionado em 679)
- Senatore † (mencionado em 743)
- Natale † (século VIII ?)[5]
- Tigrino † (mencionado em 826)
- Leopardo † (mencionado em 861)
- Paolo † (mencionado em 878)
- Bolongerio ou Benolergio † (mencionado em 887)
- Erfermario † (mencionado em 967)
- Trasone II † (mencionado em 996)
- Stefano † (mencionado em 1030)
- Grimaldo ou Grimoaldo † (mencionado em 1051)
- Gerardo I † (mencionado em 1069)
- Transberto † (mencionado em 1090)
- Marcellino II † (mencionado em 1101)
- Anônimo † (mencionado em 1118)
- Bernardo † (mencionado em 1127)
- Anônimo † (mencionado em 1146)
- Lamberto † (mencionado em 1150 ou 1158)
- Tommaso ? † (mencionado em 1172)
- Gentile † (mencionado em 1179)
- Rodolfo, O.S.B. Cam. † (1180 - depois de 1185)
- Berolado † (antes de 1186 - depois de 1192)
- Gerardo II, O.S.B. Cam. † (antes de 1204 - depois de 1228)
- Persevallo † (antes de 1239 - cerca de 1242)
- Giovanni Boni † (1244 - ?)
- Pietro di Romanuccio Capocci † (1284 - 1286)
- Berardo dal Poggio † (1286 - 1296)
  - Pandolfo † (1296 - 1299) (administrador apostólico)
- Nicolò degli Ungari, O.F.M. † (1299 - 1326)
- Tommaso dal Muro †  (1326 - ?)
- Francesco ? † (mencionado em 1330)[6]
- Nicolò Frangipane † (1342 - ?)
- Agostino dal Poggio † (1344 - ?)
- Ugone, O.S.B. † (1348 - 1348) (bispo eleito)
- Lanfranco de Saliverti, O.F.M. † (1348 - 1349)
- Giovanni Tedeschi, O.E.S.A. † (1349 - 1380)
- Bartolomeo Uliari, O.S.B. † (1381 - 1385)
- Guglielmo Dallavigna, O.S.B. † (1386 - 1405)
- Carlo degli Atti, O.S.B. † (1405 - 1405 ou 1406)
- Lorenzo Ricci † (1406 - 1410)
- Simone Vigilanti, O.E.S.A. † (1410 - 1419)[7]
  - Pietro Ferretti[8] † (1412 - 1419 ou 1420) (antibispo)
- Astorgio Agnesi † (1419 - 1422)

### Sé de Ancona e Numana
- Astorgio Agnesi † (1422 - 1436)
  - Giovanni de Dominis † (1436 - ?) (bispo eleito)[9]
- Giovanni Caffarelli † (1437 - 1460)
- Agapito Rustici-Cenci † (1460 - 1463)
- Beato Antonio Fatati † (1463 -1484)
- Benincasa de' Benincasa † (1484 - 1502)
  - Giovanni Sacco † (1502 - 1505) (administrador apostólico)
- Pietro Accolti d'Arezzo † (1505 - 1514)
- Francesco Accolti † (1514 - ?)
- Rufino Luparo, O.F.M. † (1520 - 1522)[10]
- Baldovinetto de' Baldovinetti † (1523 - 1538)
  - Alessandro Farnese † (1538 - 1538) (administrador apostólico)
  - Girolamo Ghianderoni † (1538 - 1550) (administrador apostólico)
- Gian Matteo Lucchi † (1550 - 1556)
- Vincenzo Lucchi † (1556 - 1585)
  - Alessandro Farnese † (1585 - 1585) (administrador apostólico, pela segunda vez)
- Carlo Conti † (1585 - 1615)
- Giulio Savelli † (1616 - 1622)
- Giovanni Luigi Galli † (1622 - 1657)
  - Sede vacante (1657-1666)
- Giannicolò Conti † (1666 -  1698)
  - Sede vacante (1698-1700)
- Marcello d'Aste † (1700 - 1709)
- Giovanni Battista Bussi † (1710 - 1726)
- Prospero Lorenzo Lambertini † (1727 - 1731)
- Bartolomeo Massei † (1731 - 1745)
- Niccolò Mancinforte † (1746 - 1762)
- Filippo Acciaiuoli † (1763 - 1766)
- Giovanni Ottavio Bufalini † (1766 - 1782)
- Vincenzo Ranuzzi † (1785 - 1800)
  - Sede vacante (1800-1816)[11]
- Nicola Riganti † (1816 - 1822)
- Giovanni Francesco Falzacappa † (1823 - 1824)
- Cesare Nembrini Pironi Gonzaga † (1824 - 1837)
- Antonio Maria Cadolini, B. † (1838 - 1851)
- Antonio Benedetto Antonucci † (1851 - 1879)
- Achille Manara † (1879 - 1906)
- Giovanni Battista Ricci † (1906 - 1929)
- Mario Giardini, B. † (1931 - 1940)
- Marco Giovanni Della Pietra, O.F.M. † (1940 - 1945)
- Egidio Bignamini † (1945 - 1966)
- Felicissimo Stefano Tinivella, O.F.M. † (1967 - 1968)
- Carlo Maccari † (1968 - 1986)[12]

### Sé de Osimo
- São Leopardo †
  - Sede vacante (599)
- Fortunato † (mencionado em 649)
- Giovanni † (mencionado em 680)
- São Vitaliano † (mencionado em 745)
- Germano † (mencionado em 826)
- Leone † (mencionado em um ano entre 835 e 847)
- Andrea † (mencionado em 853)
- Pietro † (mencionado em 887)
- Attingo ou Astingo † (mencionado em 967)
- Cloroardo † (mencionado em 996)
- Ghislerio † (antes de 1022 - depois de 1037)
- Azzo ou Atto † (mencionado em 1062)
- Lotario † (antes de 1066 - depois de 1096)
- Guarnerio † (primeira metade do século XII)
- Grimoaldo † (antes de 1151 - depois de 1157)
- Gentile † (antes de 1177 - depois de 1205)
- Anônimo † (mencionado em 1208)
- Anônimo † (mencionado em 1211)
- Sinibaldo I † (antes de 1218 - cerca de 1239)
- Rinaldo † (1240)
  - Sé suprimida (1240-1264)
- São Benvenuto Scotivoli † (1264 - 1282)
- Berardo Berardi † (1283 - 1288)
- Monaldo † (1289 - 1292)
- Beato Giovanni d'Uguccione † (1295 - 1319)
- Berardo II † (1320)
  - Sé suprimida
- Sinibaldo II, O.F.M. † (1326 - 1341 ou 1342)
  - Corrado teutonico † (mencionado em 1328) (antibispo)
- Alberto Boson, O.P. † (1342 - 1347)
- Luca Mannelli, O.P. † (1347 - 1358)
- Pietro Massei, O.P. † (1358 - 1381)
- Pietro III † (1381 - 1400)
  - Jean Rousseau † (1382 - ?) (antibispo)
- Giovanni Grimaldeschi † (1400 - 1419)
- Pietro Ercolani, O.F.M. † (1419 - 1422)
- Nicolò Bianchi, O.S.B. † (1422 - 1434)
- Andrea da Montecchio † (1434 - 1454)
- Giovanni de' Prefetti † (1454 - 1460)
- Gaspare Zacchi † (1460 - 1474)
- Luca Carducci, O.S.B. Cam. † (1474 - 1484)
- Paride Ghirardelli † (1484 - 1498)
- Antonio Sinibaldi † (1498 - 1515)
- Giambattista Sinibaldi † (1515 - 1547)
- Cipriano Senili † (1547 - 1551)
- Bernardino de Cupis † (1551 - 1574)
- Cornelio Firmano † (1574 - 1588)
- Teodosio Fiorenzi † (1588 - 1591)
- Antonio Maria Galli † (1591 - 1620)
- Agostino Galamini, O.P. † (1620 - 1639)
- Girolamo Verospi † (1642 - 1652)
- Lodovico Betti † (1652 - 1655)
- Antonio Bichi † (1656 - 1691)
- Opizio Pallavicini † (1691 - 1700)
  - Sede vacante (1700-1709)
- Michelangelo dei Conti † (1709 - 1712)
- Orazio Filippo Spada † (1714 - 1724)
- Agostino Pipia, O.P. † (1724 - 1725)

### Sé de Osimo e Cingoli
- Agostino Pipia, O.P. † (1725 - 1727)
- Pier Secondo Radicati † (1728 - 1729)
- Ferdinando Agostino Bernabei, O.P. † (1729 - 1734)
- Giacomo Lanfredini † (1734 - 1740)
- Pompeo Compagnoni † (1740 - 1774)
- Guido Calcagnini † (1776 - 1807)
- Giovanni Castiglione † (1808 - 1815)
- Carlo Andrea Pelagallo † (1815 - 1822)
- Ercole Dandini † (1823 - 1824)
  - Sede vacante (1824-1827)
- Timoteo Maria Ascensi, O.C.D. † (1827 - 1828)
- Giovanni Antonio Benvenuti † (1828 - 1838)
- Giovanni Soglia Ceroni † (1839 - 1848)
  - Sede vacante (1848-1856)
- Giovanni Brunelli † (1856 - 1861)
  - Sede vacante (1861-1863)
- Salvatore Nobili Vitelleschi † (1863 - 1871)
- Michele Seri-Molini † (1871 - 1888)
- Egidio Mauri, O.P. † (1888 - 1893)
- Giovanni Battista Scotti † (1894 - 1916)
- Pacifico Fiorani † (1917 - 1924)
- Monalduzio Leopardi † (1926 - 1944)
- Domenico Brizi † (1945 - 1964)
  - Sede vacante (1964-1972)
- Carlo Maccari † (1972 - 1986)[13]

### Sé de Ancona-Osimo
- Carlo Maccari † (1986 - 1989)
- Dionigi Tettamanzi † (1989 - 1991)
- Franco Festorazzi † (1991 - 2004)
- Edoardo Menichelli (2004-2017)
- Angelo Spina       (desde 2017)

### Pela sé de Ancona
- Francesco Lanzoni, Le diocesi d'Italia dalle origini al principio del secolo VII (an. 604), vol. I, Faenza 1927, pp. 381–386
- Giuseppe Cappelletti, Le Chiese d'Italia dalla loro origine sino ai nostri giorni, Venezia 1848, vol. VII, pp. 9–193
- (em latim) Decreto Honoribus et privilegiis, ASS 37 (1904-5), pp. 195–200
- (em latim) Bolla Qui apostolico, AAS 64 (1972), pp. 664–665
- (em latim) Decreto Ex historicis documentis, AAS 67 (1975), p. 557
- (em latim) Pius Bonifacius Gams, Series episcoporum Ecclesiae Catholicae, Leipzig 1931, pp. 664–666
- (em latim) Konrad Eubel, Hierarchia Catholica Medii Aevi, vol. 1, pp. 87–88; vol. 2[ligação inativa], p. 87; vol. 3, pp. 107–108; vol. 4, p. 82; vol. 5, p. 83; vol. 6, p. 82

### Pela sé de Osimo
- (em inglês) La sede di Osimo e Cingoli su Catholic Hierarchy
- Francesco Lanzoni, Le diocesi d'Italia dalle origini al principio del secolo VII (an. 604), vol. I, Faenza 1927, pp. 387–389
- Giuseppe Cappelletti, Le Chiese d'Italia dalla loro origine sino ai nostri giorni, Venezia 1848, vol. VII, pp. 482–607
- (em latim) Bolla Recti statera iudicii, in Bullarum diplomatum et privilegiorum sanctorum Romanorum pontificum Taurinensis editio, Vol. III, pp. 702–704
- (em latim) Bolla Romana Ecclesia, in Bullarum diplomatum et privilegiorum sanctorum Romanorum pontificum Taurinensis editio, Vol. XXII, pp. 243–248
- (em latim) Pius Bonifacius Gams, Series episcoporum Ecclesiae Catholicae, Leipzig 1931, pp. 712–173
- (em latim) Konrad Eubel, Hierarchia Catholica Medii Aevi, vol. 1, pp. 120–121; vol. 2[ligação inativa], p. 100; vol. 3, p. 125; vol. 4, p. 104; vol. 5, pp. 107–108; vol. 6, p. 109